# Sérgio Paulo Rouanet
Sérgio Paulo Rouanet (* 23. Februar 1934 in Rio de Janeiro; † 3. Juli 2022 ebenda) war ein brasilianischer Diplomat, Philosoph, Anthropologe, Übersetzer und Schriftsteller.
Sérgio Paulo Rouanet studierte Rechtswissenschaften und erwarb Abschlüsse in Wirtschaftswissenschaften, Philosophie und Politikwissenschaften. Er wurde in Politikwissenschaften an der Universidade de São Paulo (USP) promoviert. Von 1991 bis 1992 war er Kulturminister von Brasilien.
Er war mit der Sozialwissenschaftlerin Bárbara Freitag verheiratet und Vater des Philosophen Luís Paulo Rouanet.

## Sérgio Paulo Rouanet und Deutschland
Rouanet hat das Werk des Philosophen Walter Benjamin ins Portugiesische übersetzt. 2004 erhielt er unter anderem dafür die Goethe-Medaille. Von 1992 bis 1996 war Rouanet brasilianischer Generalkonsul in Berlin. 1995 gründete Rouanet in Berlin das brasilianisch-deutsche Kulturinstitut „Instituto Cultural Brasileiro na Alemanha“ (ICBRA). Er war Mitglied des Ehrenkomitees der Freunde des Ibero-Amerikanischen Institutes e.V.

## Academia Brasileira de Letras
Sergio Paulo Rouanet hatte seit 1992 den Sitz Nr. 13 der Academia Brasileira de Letras inne.

## Bibliographie
- O homem é o discurso Arqueologia de Michel Foucault, com José Guilherme Merquior (1971);
- Imaginário e dominação (1978);
- Habermas, com Bárbara Freitag (1980)
- Édipo e o anjo. Itinerários freudianos em Walter Benjamin (1981)
- Teoria crítica e psicanálise (1983)
- A razão cativa. As ilusões da consciência: de Platão a Freud (1985)
- As razões do Iluminismo (1987)
- O espectador noturno. A Revolução Francesa através de Rétif de la Bretonne (1988)
- A coruja e o sambódromo (1988)
- A latinidade como parado (1999)
- A razão nômade: Walter Benjamin e outros viajantes (1994)
- Mal-estar na modernidade (2001)
- Os dez amigos de Freud  (2003)
- Idéias: da cultura global à universal (2003)